# Anthicoxenus ovallii
Anthicoxenus ovallii là một loài bọ cánh cứng trong họ Meloidae. Loài này được Philippi miêu tả khoa học năm 1873.